# Aarhus GF
El Aarhus Gymnastikforening (en español: Asociación de Gimnasia de Århus), más conocido simplemente como Århus GF o AGF, es un club de fútbol de Dinamarca, de la ciudad de Århus. Fue fundado el 26 de septiembre de 1880 y disputa sus partidos como local en el Aarhus Idrætspark. Actualmente disputa la Superliga danesa, la máxima competición profesional del fútbol danés. Es uno de los equipos más antiguos de Dinamarca y cuenta con otros deportes, principalmente gimnasia y esgrima.
El AGF ha ganado cinco campeonatos de fútbol daneses y un récord de nueve copas danesas. El Aarhus fue uno de los equipos que participaron en la primera edición de la Copa de Europa de clubes en 1955. En 1961 el AGF llegó a los cuartos de final de la Copa de Europa y en 1989 llegó nuevamente a los cuartos de final europeos, esta vez en la Recopa de Europa. Los colores tradicionales del club son camiseta blanca y pantalones y medias azul marino.

## Uniforme
- Uniforme titular: Camiseta blanca, pantalón azul, medias azul.
- Uniforme alternativo: Camiseta azul, pantalón blanco, medias blanco.

## Estadio
El AGF juega de local en el Aarhus Idrætspark (Ceres Park), ubicado en Århus, Dinamarca.

## Jugadores

### Números retirados
- 12 –  Aficionados del AGF

### Jugadores destacados
- John Amdisen
- Leon Andreasen
- Søren Andersen
- Jan Bartram
- Lars Bastrup
- Søren Berg
- Henning Bjerregaard
- Morten Donnerup
- Henning Enoksen,  1960
- Henry From,  1960
- Peter Graulund
- Aage Rou Jensen
- Erik Kuld Jensen,  1948
- Henning Jensen
- Gunnar Kjeldberg
- Per Knudsen,  1948
- Bjørn Kristensen
- Michael Lumb
- Lars Lundkvist
- Henrik Mortensen
- Johnny Mølby,  Euro 1992
- Hans Christian Nielsen,  1960
- Kent Nielsen,  Euro 1992
- Jørgen Olesen
- Frank Olsen
- Torben Piechnik,  Euro 1992
- Frank Pingel
- Jakob Poulsen
- Flemming Povlsen,  Euro 1992
- Morten "Duncan" Rasmussen
- Troels Rasmussen
- Marc Rieper,  CC 1995
- Kim Sander
- John Sivebæk,  Euro 1992
- John Stampe
- Brian Steen Nielsen,  CC 1995
- Claus Thomsen
- Thomas Thorninger
- Stig Tøfting
- Bent Wolmar
- Nando Rafael
- Shane Cansdell-Sherriff
- Mark Howard
- Scott Sellars
- Kári Árnason
- Aron Jóhannsson
- Helgi Sigurðsson
- Michael Doyle
- Liam Miller
- Dioh Williams
- Willy Scheepers
- Håvard Flo
- Jan Halvor Halvorsen
- Erik Solér
- Jerry Lucena
- Josta Dladla
- Bojan Djordjic
- Tobias Grahn
- Benny Feilhaber,  2007 GC
- Jeremiah White

## Entrenadores
- A. G. Pettersson (1919–22)
- Mr. Brown (1922–24)
- Harald Hansen (1925–27)
- Alfred Rasmussen (1927–31)
- Fritz Molnar (1932–35)
- William von Würden (1936–37)
- Søren Jensen (1938–39)
- Knud Aage Andersen (1939–40)
- Gerhard Müller (1941–51)
- Peter Vesterbak (1952–54)
- Géza Toldi (1954–56)
- Peter Vesterbak (1956–58)
- Walther Pfeiffer (1959–60)
- Géza Toldi (1960–64)
- Henry From (1965–66)
- Erik Kuld Jensen (1967–68)
- Kaj Christensen (1969–73)
- Jimmy Strain (1974)
- Henry From (1974–75)
- Jørn Bjerregaard (1976)
- Erik Christensen (1977–79)
- Poul Erik Bech (1980–83)
- Jürgen Wähling (1984–86)
- Jens Harmsen (1986)
- Allan Hebo Larsen (1987–88)
- Jens Harmsen (1989)
- Ole Brandenborg (1990)
- Lars Lundkvist (1990–93)
- Peter Rudbæk (1993–00)
- Lars Lundkvist &  Kent Nielsen (2000)
- Ove Christensen (2000–01)
- John Stampe (2001–02)
- Hans Petersen (2002)
- Poul Hansen (2002–03)
- Sören Åkeby (enero de 2004 – diciembre de 2005)
- Brian Steen Nielsen &  Jesper Tollefsen (2005)
- Ove Pedersen (enero de 2006 – diciembre de 2008)
- Erik Rasmussen (enero de 2009 – mayo de 2010)
- Peter Sørensen (julio de 2010– febrero de 2014)
- Morten Wieghorst (mayo de 2014–diciembre de 2015)
- Glen Riddersholm (diciembre de 2015-setiembre de 2017)
- David Nielsen (octubre de 2017-mayo de 2022)
- Uwe Rösler (junio de 2022-mayo de 2025)
- Jakob Poulsen (junio de 2025-)

## Palmarés

### Torneos nacionales
- Superliga de Dinamarca (5): 1954-55, 1955-56, 1956-57, 1960, 1986.
  - Subcampeón (8): 1920-21, 1922-23, 1924-25, 1944-45, 1964, 1982, 1984, 1995-96.
- Copa de Dinamarca (9): 1954-55, 1956-57, 1959-60, 1960-61, 1964-65, 1986-87, 1987-88, 1991-92, 1995-96.
  - Subcampeón (4): 1958-59, 1989-90, 2015-16, 2023-24.

### Torneos amistosos internacionales
- Copa del Atlántico (2): 2018, 2020.

## Participación en competiciones de la UEFA

### Europe Cup
| Temporada | Ronda          | País              | Club            | Casa | Visita | Global |
| --------- | -------------- | ----------------- | --------------- | ---- | ------ | ------ |
| 1955/56   | 1/8            | Francia           | Stade de Reims  | 0–2  | 2–2    | 2–4    |
| 1956/57   | Clasificatoria | Francia           | OGC Nice        | 1–1  | 1–5    | 2–6    |
| 1957/58   | Clasificatoria | Irlanda del Norte | Glenavon        | 0–0  | 3–0    | 3–0    |
| 1957/58   | 1/8            | España            | Sevilla FC      | 2–0  | 0–4    | 2–4    |
| 1960/61   | Clasificatoria | Polonia           | Legia Varsovia  | 3–0  | 0–1    | 3–1    |
| 1960/61   | 1/8            | Noruega           | Fredrikstad FK  | 3–0  | 1–0    | 4–0    |
| 1960/61   | 1/4            | Portugal          | SL Benfica      | 1–4  | 1–3    | 2–7    |
| 1987/88   | 1              | Luxemburgo        | Jeunesse d'Esch | 4–1  | 0–1    | 4–2    |
| 1987/88   | 1/8            | Portugal          | SL Benfica      | 0–0  | 0–1    | 0–1    |

### UEFA Cup / UEFA Europa League
| Temporada | Ronda            | País                | Club             | Casa | Visita | Global |
| --------- | ---------------- | ------------------- | ---------------- | ---- | ------ | ------ |
| 1979/80   | 1                | Polonia             | Stal Mielec      | 1–1  | 1–0    | 2–1    |
| 1979/80   | 2                | Alemania Occidental | Bayern de Múnich | 1–2  | 1–3    | 2–5    |
| 1983/84   | 1                | Escocia             | Celtic           | 1–4  | 0–1    | 1–5    |
| 1984/85   | 1                | Polonia             | Widzew Łódź      | 1–0  | 0–2    | 1–2    |
| 1985/86   | 1                | Bélgica             | KSV Waregem      | 0–1  | 2–5    | 2–6    |
| 1997/98   | Clasificatoria 2 | Hungría             | Újpest FC        | 3–2  | 0–0    | 3–2    |
| 1997/98   | 1                | Francia             | FC Nantes        | 2–2  | 1–0    | 3–2    |
| 1997/98   | 2                | Países Bajos        | FC Twente        | 1–1  | 0–0    | 1–1    |
| 2012/13   | Clasificatoria 2 | Georgia             | FC Dila Gori     | 1–2  | 1–3    | 2–5    |
| 2020/21   | Clasificatoria 1 | Finlandia           | Honka            | 5–2  | –      | 5–2    |
| 2020/21   | Clasificatoria 2 | Eslovenia           | Mura             | –    | 0–3    | 0–3    |

### UEFA Europa Conference League
| Temporada | Ronda            | País              | Club   | Casa | Visita | Global |
| --------- | ---------------- | ----------------- | ------ | ---- | ------ | ------ |
| 2021-22   | Clasificatoria 2 | Irlanda del Norte | Larne  | 1–1  | 1–2    | 2–3    |
| 2023-24   | Clasificatoria 2 | Bélgica           | Brugge | 1–0  | 0-3    | 1–3    |

### UEFA Cup Champions Cup
| Temporada | Ronda | País                | Club                  | Casa | Visita | Global |
| --------- | ----- | ------------------- | --------------------- | ---- | ------ | ------ |
| 1961/62   | 1/8   | Alemania Occidental | SV Werder Bremen      | 2–3  | 0–2    | 2–5    |
| 1965/66   | 1     | Portugal            | Vitória Setúbal       | 2–1  | 2–1    | 4–2    |
| 1965/66   | 1/8   | Escocia             | Celtic                | 0–1  | 0–2    | 0–3    |
| 1988/89   | 1     | Irlanda del Norte   | Glenavon FC           | 3–1  | 4–1    | 7–2    |
| 1988/89   | 1/8   | Gales               | Cardiff City          | 4–0  | 2–1    | 6–1    |
| 1988/89   | 1/4   | España              | FC Barcelona          | 0–1  | 0–0    | 0–1    |
| 1992/93   | 1     | Suecia              | AIK Stockholm         | 1–1  | 3–3    | 4–4    |
| 1992/93   | 1/8   | Rumania             | Steaua Bucharest      | 3–2  | 1–2    | 4–4    |
| 1996/97   | 1     | Eslovenia           | NK Olimpija Ljubljana | 1–1  | 0–0    | 1–1    |

### UEFA Intertoto Cup
| Temporada | Ronda  | País       | Club                | Casa | Visita | Global |
| --------- | ------ | ---------- | ------------------- | ---- | ------ | ------ |
| 1995      | Grupos | Polonia    | Górnik Zabrze       | 4–1  | –      | –      |
| 1995      | Grupos | Alemania   | Karlsruher SC       | –    | 0–3    | –      |
| 1995      | Grupos | Suiza      | FC Basel            | 2–1  | –      | –      |
| 1995      | Grupos | Inglaterra | Sheffield Wednesday | –    | 1–3    | –      |
| 2001      | 1      | Eslovenia  | Publikum Celje      | 1–0  | 1–7    | 2–7    |